# ドナルド・グレーザー
ドナルド・アーサー・グレーザー（Donald Arthur Glaser, 1926年9月21日 - 2013年2月28日）は、アメリカ合衆国の物理学者、神経科学者。飛跡検出器である泡箱の発明により、1960年度のノーベル物理学賞を受賞した。

## 経歴
オハイオ州クリーヴランド生まれ。1946年にケース・ウェスタン・リザーブ大学で物理学と数学の学士号を取得した。また1949年にカリフォルニア工科大学より物理学の博士号を取得した。後にミシガン大学の講師となり、1959年に教授に昇進した。1959年からはカリフォルニア大学バークレー校の物理学の教授を務め、1964年からは分子生物学の教授も兼任した。1989年より同大学院の物理学と神経生物学の教授を務めた。1961年エリオット・クレッソン・メダル受賞。

## ノーベル賞
泡箱の発明の功績から、1960年度のノーベル物理学賞を受賞した。この発明により、素粒子物理学分野における多くの重要な発見への道が開かれた。中性子カレントの発見が泡箱による業績の代表例として挙げられる。